# 20 mai
Pour les articles homonymes, voir Vingt-Mai.
20 avril 20 juin
Chronologies thématiques
- Croisades
- Ferroviaires
- Sports
- Disney
- Anarchisme
- Catholicisme

Abréviations / Voir aussi
- (° 1852) = né en 1852
- († 1885) = mort en 1885
- a.s. = calendrier julien
- n.s. = calendrier grégorien
- Calendrier
- Calendrier perpétuel
- Liste de calendriers
- Naissances du jour

Le 20 mai est le 140e jour, moins souvent le 141e, de l'année du calendrier grégorien ; il en reste ensuite 225.
Son équivalent était généralement le 1er prairial du calendrier républicain ou révolutionnaire français, officiellement dénommé jour de la luzerne.

## Événements

### Vesiècle
- 491 : l'impératrice byzantine Ariane choisit et épouse son successeur Anastase après la mort de son premier mari l'empereur Zénon.

### VIIesiècle
- 685 : la bataille de Nechtansmere voit la victoire des Pictes sur les Northumbriens.

### XIIIesiècle
- 1217 : seconde bataille de Lincoln.
- 1293 : le roi Sanche IV de Castille crée l'université Complutense de Madrid.

### XIVesiècle
- 1303 : traité de Paris entre Philippe IV le Bel et Édouard Ier d'Angleterre. La France restitue la Guyenne, à condition que le roi d'Angleterre rende hommage pour ses possessions continentales.

### XVesiècle
- 1430 : Raoul de Gaucourt, nouveau gouverneur du Dauphiné depuis 1428, réunit les États du Dauphiné, à la Côte-Saint-André, pour faire voter un subside pour poursuivre la guerre contre Louis de Chalon.
- 1449 : la bataille d'Alfarrobeira oppose le roi du Portugal, Alphonse V à son oncle l'Infant Pierre.
- 1498 : le navigateur Vasco de Gama arrive en Inde.

### XVIIesiècle
- 1631 : prise de la ville de Magdebourg par le général Tilly, au cours de la guerre de Trente Ans.

### XVIIIesiècle
- 1795 : l'insurrection populaire est violemment réprimée à Paris (1er prairial an III).

### XIXesiècle
- 1802 : la loi du 20 mai 1802 (30 floréal an X) maintient l'esclavage dans les territoires restitués à la France par le traité d’Amiens du 26 mars 1802, la Martinique, Tobago et Sainte-Lucie, qui n'avaient pas appliqué la loi d'abolition du 4 février 1794.
- 1815 : bataille d'Aizenay entre les troupes impériales commandées par le général  Jean-Pierre Travot et les forces vendéennes dirigées par le généralissime de l'Armée royale et catholique Louis de La Rochejaquelein.
- 1840 : combat du bois des Oliviers durant la conquête de l'Algérie par la France.
- 1859 : la coalition franco-sarde écrase les Autrichiens à Montebello, en Lombardie.
- 1862 : le président Abraham Lincoln signe la Loi de propriété fermière.
- 1878 : à Constantinople, Ali Suavi, hostile au sultan Abdulhamid II, et un groupe composé majoritairement de musulmans des Balkans attaquent le palais Çırağan pour tenter de libérer l'ex-sultan Mourad V et le ramener au pouvoir. Très vite, la réaction s'organise et les forces de l'ordre se dirigent vers le palais : une fusillade nourrie s'engage au cours de laquelle Ali Suavi est tué.
- 1882 : la Triple Alliance est conclue entre l'Empire allemand, l'Empire austro-hongrois et le royaume d'Italie.

### XXesiècle
- 1902 : indépendance de Cuba vis-à-vis des États-Unis.
- 1937 : fondation de la ville de Baie-Comeau.
- 1941 : début de la bataille de Crète par une invasion aéroportée de 17 000 parachutistes allemands.
- 1945 : fin de l'insurrection géorgienne de Texel aux Pays-Bas, et libération de l'île.
- 1948 : Tchang Kaï-chek devient président de la république de Chine.
- 1967 : création du Mouvement populaire de la Révolution, parti politique de la république démocratique du Congo.
- 1969 : la fin de la bataille d'Hamburger Hill conduit à une ré-estimation de la stratégie des États-Unis au Viêt Nam.
- 1972 : référendum camerounais mettant fin au fédéralisme.
- 1980 : premier référendum sur la souveraineté-association du Québec. Le « non » l'emporte.
- 1989 : Li Peng, lors des manifestations de la place Tian'anmen, proclame la loi martiale.
- 1990 : première élection libre en Roumanie depuis 50 ans et élection du président Ion Iliescu.
- 1999 : Massimo D'Antona (it), responsable du ministère italien du Travail, est assassiné à Rome par les Brigades rouges.
- 2000 : Chen Shui-bian devient président de la république de Chine (Taïwan).

### XXIesiècle
- 2002 : le Timor oriental devient un pays indépendant de l'Indonésie.
- 2015 : Daech s'empare, une première fois, de la ville de Palmyre aux dépens de l'armée arabe syrienne, engendrant ainsi de graves préoccupations pour son site archéologique.
- 2018 : au Venezuela, le président Nicolás Maduro est largement réélu dans un contexte de forte abstention.
- 2020 : une élection a lieu au Burundi afin d'en élire le président de la République, couplée à des élections législatives pour renouveler les membres de l'Assemblée nationale et municipales dans le but de renouveler les conseils des 119 communes du pays[1],[2],[3]. Le général Évariste Ndayishimiye remporte la présidentielle et son parti conserve la majorité absolue au Parlement[4].
- 2023 : Investiture du président du Monténégro Jakov Milatović à la suite de la dernière élection présidentielle.

## Arts, culture et religion
- 325 : l'empereur romain Constantin Ier réunit à Nicée le premier concile œcuménique de l'Histoire, l'arianisme y est condamné en tant qu'hérésie.
- 1092 : synode de Szabolcs en Hongrie.
- 1860 : béatification de Benoît-Joseph Labre par le pape Pie IX.
- 1990 : béatification de Pier Giorgio Frassati par Jean-Paul II.

## Sciences et techniques
- 1570 : le cartographe Abraham Ortelius publie le Theatrum orbis terrarum premier atlas géographique moderne.
- 1875 : signature d'un traité international à Paris sur la Convention du Mètre, établissant une autorité mondiale dans le domaine de la métrologie.
- 1891 : première démonstration publique du kinétoscope, dans le laboratoire de Thomas Edison.
- 1964 : découverte du fond diffus cosmologique par Arno Allan Penzias et Robert Woodrow Wilson, pour laquelle ils obtinrent le prix Nobel de physique de 1978.Carte complète du fond diffus cosmologique découvert en 1964

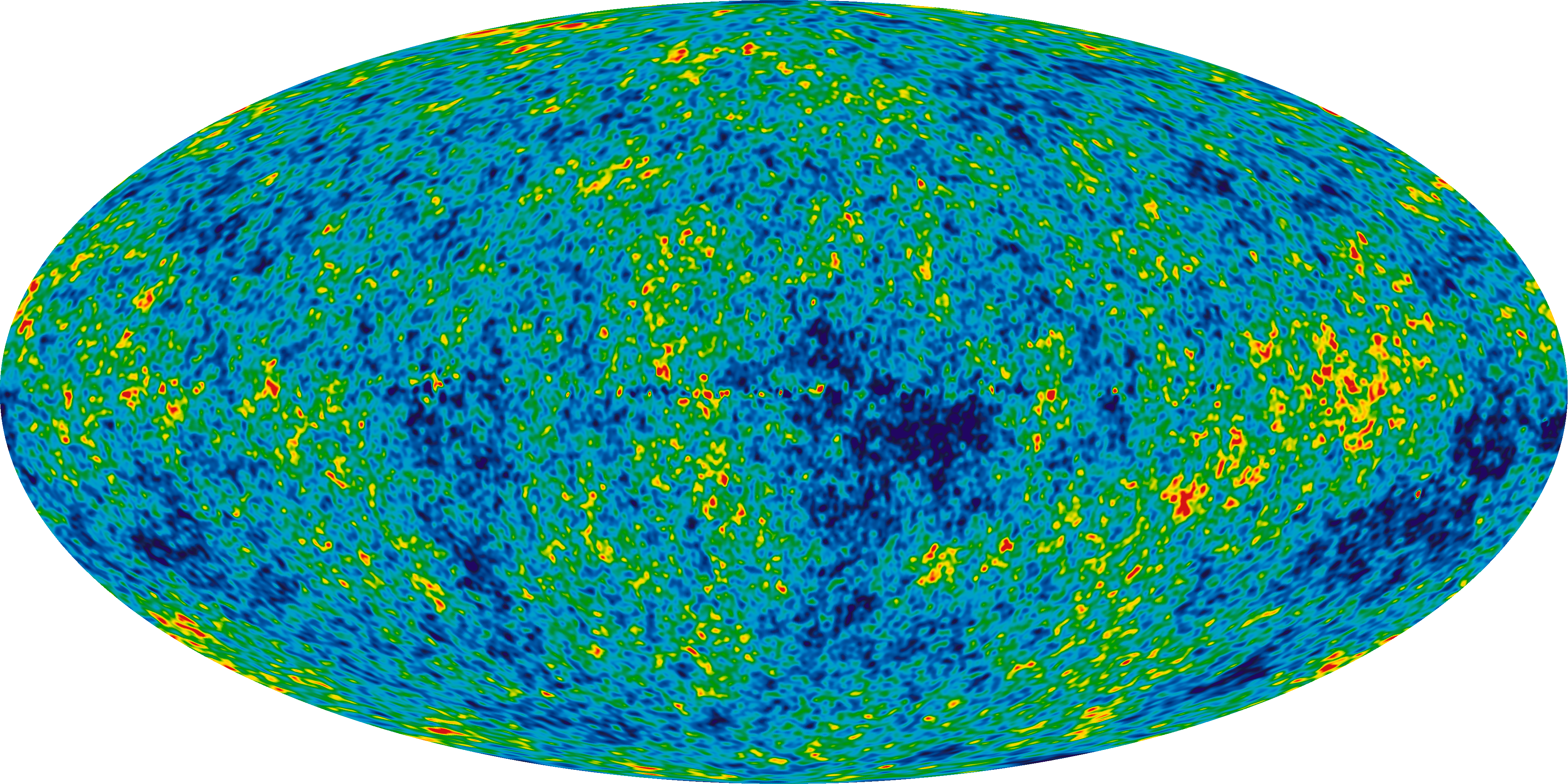
Carte complète du fond diffus cosmologique découvert en 1964

- 1983 : la revue américaine Science publie la découverte, par des chercheurs français, du virus de l'immunodéficience humaine (VIH).
- 2010 : lancement réussi d'IKAROS, démonstrateur japonais de voile solaire, par le lanceur H-IIA.
- 2019 : la nouvelle méthode permettant le calcul du kilogramme à l'aide de la constante de Planck et d'une balance de Kibble entre en vigueur.

## Économie et société
- 526 : un tremblement de terre détruit Antioche et y entraîne 250 000 morts[5].
- 1873 : Levi Strauss et Jacob Davis obtiennent le brevet des blue-jeans avec rivets.
- 1927 : Charles Lindbergh décolle à 7 h 52 de New York, à bord du Spirit of Saint Louis, pour tenter la première traversée de l'Atlantique en monomoteur sans escale.
- 1932 : la pilote américaine Amelia Earhart décolle, pour devenir la première femme à traverser l'Atlantique en solitaire.
- 1977 : dernier voyage du mythique train l'Orient-Express vestige de la Belle époque au départ de la gare parisienne de Lyon vers Istanbul[6].
- 2013 : une tornade EF5 dévaste la ville de Moore dans l'Oklahoma aux États-Unis (24 victimes et d'importants dégâts matériels).

## Naissances

### XIVesiècle
- 1315 : Bonne de Luxembourg, épouse non régnante du futur roi de France Jean II dit le Bon († 11 septembre 1349).

### XVesiècle
- 1470 : Pietro Bembo, cardinal italien († 18 janvier 1547).

### XVIIesiècle
- 1660 : Andreas Schlüter, sculpteur et architecte allemand de style baroque († mai 1714).

### XVIIIesiècle
- 1734 : Anton Janša, apiculteur et peintre carniole (+ 13 septembre 1773).
- 1743 : Toussaint Louverture, général et homme politique français, l'un des héros de la Révolution haïtienne († 7 avril 1803).
- 1789 : Marcellin Champagnat, homme d'Église et pédagogue français, fondateur des Frères Maristes, canonisé en 1999 († 6 juin 1840).
- 1799 : Honoré de Balzac, écrivain français († 18 août 1850).

### XIXesiècle
- 1806 : John Stuart Mill, philosophe et économiste britannique († 8 mai 1873).
- 1815 : Raymond Adolphe Séré de Rivières, militaire français surnommé « Le Vauban du XIXe siècle » († 16 février 1895).
- 1818 : « Cúchares » (Francisco Arjona Herrera dit), matador espagnol († 4 décembre 1868).
- 1822 : Frédéric Passy, homme politique français, lauréat du 1er prix Nobel de la paix en 1901 († 12 juin 1912).
- 1825 : 
  - Antoinette Brown Blackwell, première femme ordonnée pasteur aux États-Unis (†  5 novembre 1921).
  - George Phillips Bond, astronome américain († 17 février 1865).
- 1830 : Hector Malot, romancier français († 18 juillet 1907).
- 1838 : Jules Méline, homme politique français († 21 décembre 1925).
- 1851 : Émile Berliner, ingénieur allemand, inventeur du gramophone († 3 août 1929).
- 1856 : Henri-Edmond Cross, peintre français naturaliste puis pointilliste († 16 mai 1910).
- 1860 : Eduard Buchner, chimiste allemand, prix Nobel de chimie en 1907 († 13 août 1917).
- 1874 : Raoul Heinrich Francé, botaniste, microbiologiste et philosophe de la nature austro-hongrois († 3 octobre 1943).
- 1881 : Władysław Sikorski, militaire et homme politique polonais († 4 juillet 1943).
- 1886 : Chieko Takamura, poétesse japonaise († 5 octobre 1938).
- 1888 : Michio Yuzawa, ministre japonais († 21 février 1963).
- 1890 : Georges Tainturier, escrimeur et résistant français, double champion olympique († 7 décembre 1943).
- 1895 : Reginald Mitchell, concepteur aéronautique britannique († 11 juin 1937).
- 1897 : Eugenia Zuffoli, actrice et cantatrice italienne († 28 décembre 1982).
- 1900 : Ollie Klee, joueur américain de baseball († 9 février 1977).

### XXesiècle
- 1901 :
  - Max Euwe, joueur d'échecs néerlandais († 26 novembre 1981).
  - Jaime Noaín, matador espagnol († 4 juillet 1973).
- 1906 : Giuseppe Siri, cardinal italien, archevêque de Gênes († 2 mai 1989).
- 1907 : Franz Jägerstätter, objecteur de conscience autrichien et martyr catholique († 9 août 1943).
- 1908 : James Stewart, acteur américain († 2 juillet 1997).
- 1913 : William Hewlett, ingénieur et homme d’affaires américain, cofondateur de Hewlett-Packard († 12 janvier 2001).
- 1914 : Hideko Maehata, nageuse japonaise, championne olympique († 24 février 1995).
- 1915 : Moshe Dayan, général et homme politique israélien († 16 octobre 1981).
- 1917 : Guy Favreau, homme politique québécois († 11 juillet 1967).
- 1918 : Edward B. Lewis, généticien américain, prix Nobel de physiologie ou médecine en 1995 († 21 juillet 2004).
- 1920 : Jean-Maurice Bailly, journaliste sportif et animateur de radio québécois († 6 juillet 1990).
- 1924 : Ivan Udodov, haltérophile soviétique, champion olympique († 16 octobre 1981).
- 1925 : Alexeï Tupolev, ingénieur aéronautique russe († 12 mai 2001).
- 1927 :
  - David Hedison, acteur américain († 18 juillet 2019).
  - Franciszek Macharski, cardinal polonais, archevêque émérite de Cracovie († 2 août 2016).
  - Michel Scheuer, céiste allemand, champion olympique et du monde († 31 mars 2015).
- 1929 : 
  - Gilles Loiselle, homme politique québécois.
  - Sidney van den Bergh, astronome néerlando-canadien découvreur d'une galaxie naine.
- 1930 :
  - Gérard Drainville (en), évêque catholique canadien († 11 mai 2014).
  - Sam Etcheverry, joueur, entraîneur et dirigeant américain de football canadien et de football américain († 29 août 2009).
  - René Séjourné, évêque catholique français, évêque émérite de Saint-Flour († 1er juin 2018).
- 1931 : Ken Boyer, joueur puis gérant de baseball américain († 7 septembre 1982).
- 1934 : 
  - Peter Nero, pianiste et chef d'orchestre américain.
  - Tonino Valerii, cinéaste italien († 13 octobre 2016).
- 1935 :
  - Tiberio Colantuoni, auteur de bandes dessinées italien († 1er janvier 2007).
  - José Mujica (José Alberto Mujica Cordano ou Pepe Mujica), homme d'État uruguayen, président de la République de 2010 à 2015.
  - Jacques Salomé, psychosociologue et écrivain français.
- 1936 : 
  - Ronald France, acteur québécois († 17 juin 2011).
  - Silvio Laurenzi, costumier et acteur italien († 7 novembre 2021).
  - Anthony Zerbe, acteur américain.
- 1939 : Pierre Élie Ferrier dit Pef, auteur-illustrateur français de littérature d'enfance et de jeunesse.
- 1940 :
  - Claude Dagens, évêque catholique d'Angoulême et académicien français.
  - Shorty Long (en), chanteur, compositeur, musicien et réalisateur artistique américain († 29 juin 1969).
  - Stan Mikita, joueur de hockey sur glace canadien d'origine slovaque († 7 août 2018).
  - Sadaharu Oh, joueur de baseball japonais.
  - Joe Oliver, homme politique canadien.
  - Michel Vastel, journaliste, chroniqueur et auteur québécois d'origine française († 28 août 2008).
- 1941 : Raymond Forni, homme politique français, natif et élu de Franche-Comté, président deux ans de l'Assemblée nationale († 5 janvier 2008).
- 1942 : 
  - Raymond Chrétien, diplomate canadien.
  - Lynn Davies, athlète gallois, champion olympique du saut en longueur.
- 1943 :
  - Al Bano (Albano Carrisi dit), chanteur duettiste italien.
  - Stéphane Collaro, chroniqueur, fantaisiste, animateur français de médias devenu hôtelier aux Antilles.
- 1944 :
  - Armande Altaï, chanteuse et professeure française de chant.
  - Joe Cocker, chanteur britannique († 22 décembre 2014).
  - David Walker, astronaute américain († 23 avril 2001).
- 1945 : Daniel Prévost, homme politique français.
- 1946 :
  - Cher (Cherilyn Sarkisian La Pierre dite), chanteuse et actrice américaine.
  - Bobby Murcer (en), joueur puis commentateur de baseball professionnel américain († 12 juillet 2008).
- 1947 : Michel Santier, évêque catholique français, évêque émérite de Créteil.
- 1948 : 
  - Jon Amiel, réalisateur britannique.
  - Aleksandr Timoshinin, rameur russe, champion olympique.
- 1949 : Robert Morin, réalisateur, scénariste, acteur et directeur de la photographie québécois.
- 1950 : Yvon Lambert, joueur de hockey sur glace québécois.
- 1951 : Thomas Akers, astronaute américain.
- 1952 : Roger Milla, ancien footballeur professionnel camerounais.
- 1954 : 
  - Volodymyr Smyrnov, escrimeur soviétique champion olympique († 27 juillet 1982).
  - Robert Van de Walle, judoka belge, champion olympique.
- 1955 :
  - Anton Corbijn, photographe et réalisateur néerlandais.
  - Zbigniew Preisner, compositeur de musique de films polonais.
- 1956 :
  - Boris Akounine (Grigori Chalvovitch Tchkhartichvili dit), écrivain géorgien de langue russe.
  - Marc Alfos, acteur de doublage français († 3 août 2012).
  - Alireza Avayi, homme politique iranien.
  - Dean Butler, acteur américain.
- 1957 : Yoshihiko Noda, homme d’État japonais, premier ministre du Japon de 2011 à 2012.
- 1958 : Jane Wiedlin, guitariste et chanteuse américaine du groupe The Go-Go's.
- 1959 :
  - Daniel Darc, chanteur français et leader du groupe Taxi Girl († 28 février 2013).
  - Susan Cowsill (en), musicienne, chanteuse et compositrice américaine du groupe The Cowsills.
  - Iz (Israel Kamakawiwoʻole dit), chanteur hawaiien († 26 juin 1997).
  - Bronson Pinchot, acteur américain.
- 1960 :
  - Philippe Blain, entraîneur de volley-ball.
  - Tony Goldwyn, producteur et réalisateur américain.
- 1963 : David Wells, joueur de baseball américain.
- 1964 : Paul W. Richards, astronaute américain.
- 1965 :
  - Bouli Lanners, cinéaste et acteur belge.
  - Paolo Seganti, acteur italien.
  - Bruno Marie-Rose, athlète français spécialiste du sprint.
  - Jean-Charles Trouabal, athlète français, spécialiste du sprint.
- 1966 : Rahile Dawut, ethnologue chinoise, prisonnière politique.
- 1967 :
  - Paul de Grèce, diadoque de Grèce et prince de Danemark.
  - Gabriele Muccino, réalisateur italien.
- 1968 :
  - Timothy Olyphant, acteur américain.
  - Pierre Tessier, acteur français.
- 1970 : Crissy Ahmann-Leighton, nageuse américaine, double championne olympique par équipe.
- 1971 : Samuel Étienne, journaliste et animateur de télévision français.
- 1972 :
  - Christophe Dominici, joueur international puis entraîneur français de rugby († 24 novembre 2020).
  - Busta Rhymes, musicien, compositeur et acteur américain.
  - Michael Diamond, tireur sportif australien, double champion olympique.
- 1973 : Elsa (Elsa Lunghini dite) chanteuse française.
- 1975 :
  - Pascal Denis (en), patineur en danse canadien.
  - Isaac Gálvez, cycliste espagnol († 26 novembre 2006).
- 1977 : Guillaume Bouchède, acteur français.
- 1978 : 
  - Guerlain Chicherit, skieur freeride et pilote de rallye-raid français.
  - Nils Schumann, athlète allemand spécialiste du 800 m, champion olympique.
- 1979 :
  - Alfons Alzamora, basketteur espagnol.
  - Steve Hooi, acteur néerlandais.
  - Andrew Scheer, homme politique canadien.
  - Jayson Werth, joueur de baseball américain.
- 1980 : 
  - Benoît Dorémus, chanteur français.
  - Matt Deakin, rameur d'aviron américain, champion olympique.
- 1981 : 
  - Iker Casillas, footballeur espagnol.
  - Ottessa Moshfegh, écrivaine américaine d'origine irano-croate.
- 1982 :
  - Petr Čech, footballeur tchèque.
  - Clément Poitrenaud, joueur de rugby à XV français
  - Donald Reignoux, comédien français.
- 1984 : 
  - Mohamed Raouf Khenab, footballeur algérien.
  - Naturi Naughton, chanteuse américaine.
- 1985 : Christopher Froome, coureur cycliste de nationalités kényane et britannique.
- 1986 : Stéphane Mbia, footballeur camerounais.
- 1987 : Kristopher Van Varenberg, acteur américain et fils aîné de Jean-Claude Van Damme.
- 1988 : Branden Grace, golfeur sud-africain.
- 1989 : Loïc Nestor, footballeur français.
- 1990 : Toshima Karki, médecin et femme politique népalaise.
- 1991 : Bastian Baker, auteur-compositeur interprète suisse.
- 1992 : Gerónimo Rulli, footballeur argentin.
- 1993 : Luka Rupnik, basketteur slovène.
- 1994 : Piotr Zieliński, footballeur polonais.
- 1997 : Hidde ter Avest, footballeur néerlandais.

## Décès

### VIIesiècle
- 685 : Ecgfrith, roi de Northumbrie de 670 à sa mort au combat contre des Pictes (° v. 645).

### Xesiècle
- 965 : Gero Ier le Grand, margrave germain (° 900).

### XIIIesiècle
- 1277 : Jean XXI (Pierre d'Espagne, Petrus Hispanus né Pedro Julião dit), 187e pape de 1276 à 1277, le deuxième portugais de l'Histoire de la papauté(° ca 1210-1220).
- 1285 : Jean Ier de Chypre, roi de Chypre et roi titulaire de Jérusalem (° 1267).

### XVesiècle
- 1444 : Bernardin de Sienne, orateur franciscain (° 8 septembre 1380).

### XVIesiècle
- 1506 : Christophe Colomb, marchand et navigateur d'origine italienne au service des Rois catholiques espagnols (° 31 octobre 1451).
- 1531 : Nicolas de Montmorency-Laval dit « Guy XVI de Laval », comte de Laval de 1500 à 1531, baron de Quintin et sire de Vitré (° 1er octobre 1476).
- 1550 : Yoshiharu Ashikaga, douzième des shoguns Ashikaga (° 2 avril 1511).

### XVIIesiècle
- 1622 : Osman II, sultan de l'Empire ottoman (° 3 novembre 1604).
- 1648 : Ladislas IV Vasa, roi de Pologne (° 9 juin 1595).

### XVIIIesiècle
- 1722 : Sébastien Vaillant, botaniste français (° 26 mai 1669).
- 1755 : Johann Georg Gmelin, botaniste et chimiste allemand (° 10 août 1709).
- 1778 : Charles de Géer, biologiste et homme politique suédois (° 10 février 1720).
- 1793 : Charles Bonnet, biologiste et philosophe suisse (° 13 mars 1720).

### XIXesiècle
- 1834 : Gilbert du Motier de La Fayette, aristocrate, militaire et homme politique français, connu pour ses faits d'armes lors de la guerre d'indépendance des États-Unis (° 6 septembre 1757).
- 1836 : Hélène de Mongeroult,  compositrice et pianiste française (° 2 mars 1764)
- 1849 : Marie Dorval, actrice française (° 6 janvier 1798).
- 1873 : George-Étienne Cartier, homme d'État canadien (° 6 septembre 1814).
- 1878 : Ali Suavi, journaliste et activiste ottoman (° 8 décembre 1839).
- 1896 : Clara Schumann, pianiste et compositrice allemande (° 13 septembre 1819).
- 1900 : André Léo, romancière, journaliste et militante féministe française (° 18 août 1824).

### XXesiècle
- 1911 : Mervyn Herbert Nevil Story-Maskelyne, photographe et homme politique britannique (° 3 septembre 1823).
- 1916 : Makuzu Kozan, céramiste japonais de l'ère Meiji (° 15 février 1842).
- 1924 : Joseph Timchenko, inventeur ukrainien (° 26 avril 1852).
- 1932 : 
  - Jules Mondos, acteur français (° 30 décembre 1867).
  - María Angélica Pérez, religieuse argentine, bienheureuse (° 17 août 1897).
- 1942 : Hector Guimard, architecte français faisant partie de l'Art nouveau (° 10 mars 1867).
- 1944 : Fraser Barron DSO & Bar, DFC, DFM, pilote néo-zélandais (° 9 janvier 1921).
- 1946 : Enrico Gasparri, cardinal italien de la Curie romaine (° 25 juillet 1871).
- 1956 : Albert Duquesne, acteur québécois (° 1891).
- 1964 : Rudy Lewis (en), chanteur américain (° 23 août 1936).
- 1966 : « Carlos Arruza » (Carlos Ruiz Camino dit), matador puis acteur de cinéma mexicain (° 17 février 1920).
- 1973 :
  - Renzo Pasolini, pilote moto italien, vice-champion du monde 1972 (° 18 juillet 1938).
  - Jarno Saarinen, pilote moto finlandais, champion du monde 1972 (° 11 décembre 1945).
- 1974 : Jean Daniélou, cardinal, jésuite, théologien et académicien français (° 14 mai 1905).
- 1975 :
  - Rodolfo Gaona, matador mexicain (° 22 janvier 1888).
  - Barbara Hepworth, sculptrice britannique (° 10 janvier 1903).
- 1976 : Syd Howe, joueur de hockey sur glace canadien (° 18 septembre 1911).
- 1984 : Meredith Thomas, officier gallois de la RAF (° 6 juillet 1892).
- 1991 : Gaby (Joseph Gloria Gabriel Desmarais dit), photographe québécois (° 28 janvier 1926).
- 1996 : 
  - Jean-Jacques Delbo, acteur français (° 10 janvier 1909).
  - Jon Pertwee, acteur anglais (° 7 juillet 1919).
- 1997 : 
  - Virgilio Barco Vargas, homme d’État colombien, président de la république de Colombie de 1986 à 1990 (° 17 septembre 1921).
  - Curt Flood, joueur de baseball américain (° 18 janvier 1938).
  - John Rawlins, réalisateur et monteur américain  (° 9 juin 1902).
- 1998 :
  - Santiago Álvarez, cinéaste cubain (° 18 mars 1919).
  - Ricardo Franco, cinéaste espagnol (° 24 mai 1949).
  - Jacob Katz, historien et essayiste israélien (° 15 novembre 1904).
- 2000 : 
  - Edward Bernds, réalisateur et scénariste américain (° 12 juillet 1905).
  - Jean-Pierre Rampal, flûtiste français (° 7 janvier 1922).
  - Malik Sealy, basketteur américain (° 1er février 1970).

### XXIesiècle
- 2001 : 
  - Jean Bruneau, peintre français (° 3 septembre 1921).
  - Renato Carosone, pianiste, chanteur et compositeur italien (° 3 janvier 1920).
- 2002 : 
  - Stephen Jay Gould, biologiste américain (° 10 septembre 1941).
  - Bob Grossman, pilote automobile américain (° 10 décembre 1922).
- 2003 : 
  - Eddie Little, journaliste et écrivain de romans policiers américain (° 25 août 1955).
  - Howard Sims, danseur de claquettes américain (° 24 janvier 1918).
- 2004 : Abdelaziz Mathari, économiste et homme politique tunisien (° 27 novembre 1922).
- 2005 :
  - J. D. Cannon, acteur américain (° 24 avril 1922).
  - Monica Charlot, historienne franco-britannique (° 31 mai 1933).
  - Marian Foik, athlète de sprint polonais (° 6 octobre 1933).
  - Paul Ricœur, philosophe français (° 27 février 1913).
  - Lujo Tončić-Sorinj, diplomate et homme politique autrichien (° 12 avril 1915).
- 2006 : Anne-Marie Casteret, médecin et journaliste française (° 1948).
- 2007 : 
  - Driss Benzekri, homme politique marocain, défenseur des droits de l'Homme au Maroc (° 1950).
  - Christian Delacampagne, philosophe et écrivain français (° 23 décembre 1949).
  - Valentina Leontieva, présentatrice de télévision soviétique puis russe (° 1er août 1923).
  - Stanley Miller, biologiste, chimiste et professeur d'université américain (° 7 mars 1930).
- 2008 :
  - Jeff Bodart, chanteur belge (° 30 septembre 1962).
  - Harald Hein, épéiste et fleurettiste allemand (° 19 avril 1950).
  - Hamilton Jordan, homme politique américain (° 21 août 1944).
  - Ali Sadikin, homme politique indonésien (° 7 juillet 1927).
- 2009 :
  - Arthur Erickson, architecte canadien (° 14 juin 1924).
  - Pierre Gamarra, écrivain français (° 10 juillet 1919).
  - Lucy Gordon, actrice britannique (° 22 mai 1980).
  - Alan Kelly Sr, footballeur irlandais (° 5 juillet 1936).
  - Larry Rice, pilote automobile américain (° 24 mars 1946).
  - Oleg Yankovski, acteur soviétique puis russe (° 23 février 1944).
- 2011 :
  - Ricet Barrier (Maurice-Pierre Barrier dit), chanteur, fantaisiste et acteur français (° 25 août 1932).
  - Randy Savage, catcheur américain (° 15 novembre 1952).
- 2012 : Robin Gibb, musicien britannique du groupe Bee Gees (° 22 décembre 1949).
- 2013 : 
  - Ray Manzarek, claviériste américain du groupe The Doors (° 12 février 1939).
  - José Milicua, historien de l'art et professeur espagnol (° 12 mai 1921).
- 2014 : Ross Brown, joueur néo-zélandais de rugby à XV (° 8 septembre 1934).
- 2016 :
  - Gert Bals, footballeur néerlandais (° 18 octobre 1936).
  - Rosanna Huffman, actrice américaine (° 12 août 1938).
  - John David Jackson, physicien canadien (° 19 janvier 1925).
  - Ádám Rajhona (en), acteur hongrois (° 12 décembre 1943.
- 2018 : 
  - Johannes Börner, militaire allemand (° 5 juillet 1925).
  - Jaroslav Brabec, athlète de lancer de poids tchécoslovaque puis tchèque (° 27 juillet 1949).
  - Ramón Chao, écrivain et journaliste espagnol (° 21 juillet 1935).
  - Richard N. Goodwin, écrivain américain (° 7 décembre 1931).
  - Carol Mann, golfeuse américaine (° 3 février 1941).
  - Patricia Morison, actrice et chanteuse américaine (° 19 mars 1915).
  - Dieter Schnebel, compositeur allemand (° 14 mars 1930).
- 2019 : 
  - Nanni Balestrini, écrivain et poète italien (° 2 juillet 1935).
  - Monika Krause-Fuchs, sociologue est-allemande puis allemande (° 8 avril 1941).
  - Niki Lauda, coureur automobile et homme d'affaires autrichien (° 22 février 1949).
  - Nguyễn Quảng Tuân, écrivain, poète et chercheur vietnamien (° 11 juin 1925).
- 2020 :
  - Wilbur MacDonald, homme politique canadien (° 13 septembre 1933).
  - Margaret Maughan, sportive handisport britannique (° 19 juin 1928).
  - Adolfo Nicolás, prêtre jésuite espagnol (° 29 avril 1936).
  - Gemma Salem, écrivaine suisse (° 2 août 1943).
  - Dan Simkovitch, actrice française (° 28 avril 1954).
  - Gianfranco Terenzi, homme d’État saint-marinais (° 2 janvier 1941).
- 2021 :
  - Jean Bayle-Lespitau.
  - Francisco Brines.
  - Bertrand Herz.
  - Sandor Puhl.
- 2022 : Roger Angell, Ahmed Benaïssa (acteur franco-algérien ° 2 mars 1944), Camille Ninel, Jean-Philippe Vasseur.

## Célébrations

### Internationales

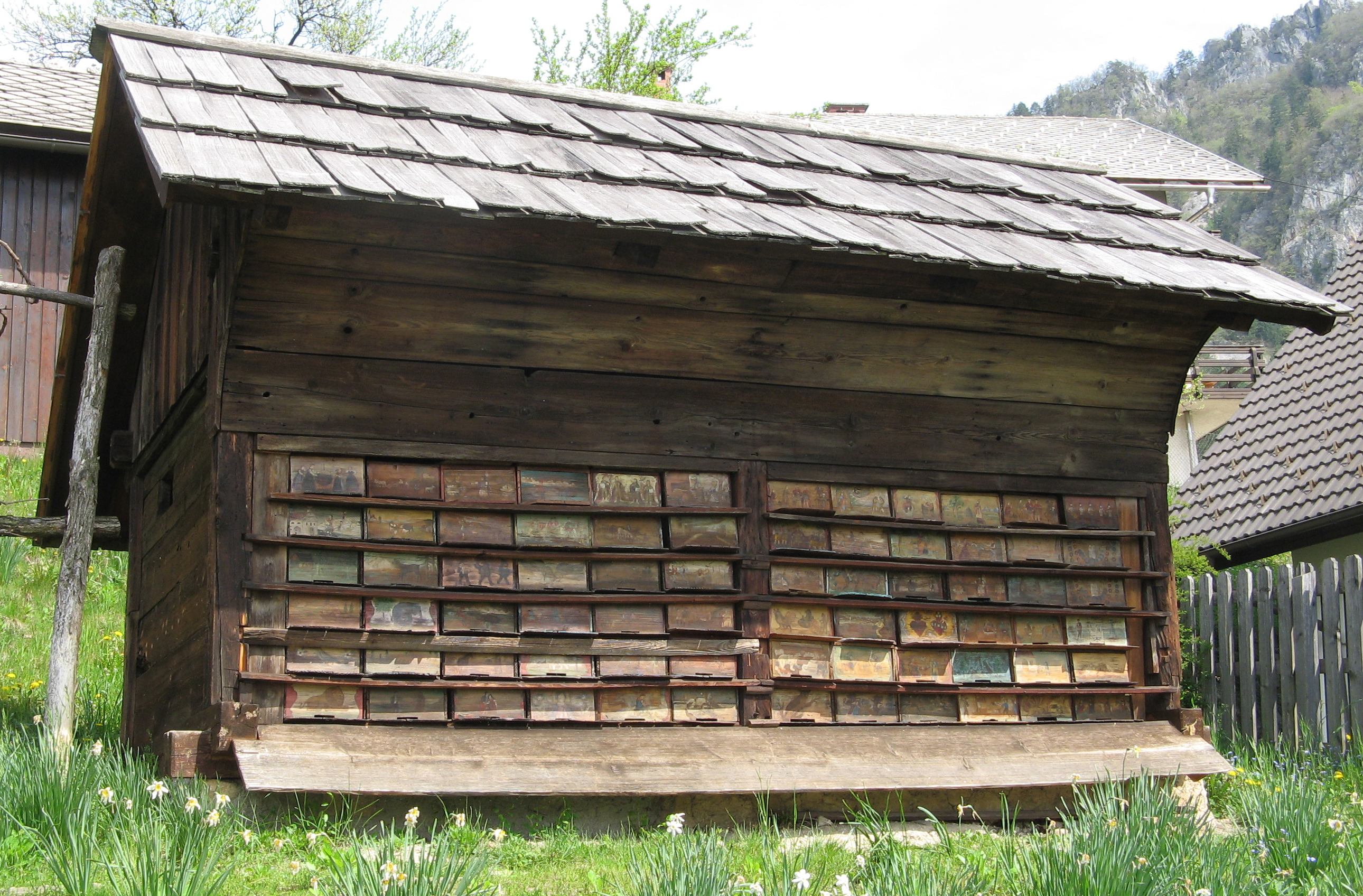
La ruche d'Anton Janša à Breznica près de Žirovnica en Slovénie

- Nations unies : journée internationale des abeilles adoptée par l’ONU le 18 octobre 2017, date choisie correspondant à l'anniversaire de la naissance de l'apiculteur slovène Anton Janša en 1734 ci-avant, qui a découvert que la fécondation de la reine des abeilles avait lieu en vol à l'extérieur de la ruche ; et promoteur de la transhumance des abeilles[7].
- Journée mondiale de la métrologie célébrée à la suite de la Convention du Mètre signée en 1875[8].
- Asie extrême-orientale : début possible pour xiaoman, entre 20 et 22 mai.

### Nationales
- Cambodge : « jour de la colère »[9].
- Cameroun (Union africaine) : « fête nationale » en mémoire du référendum du 20 mai 1972 qui mit fin au fédéralisme[10] (voir ci-avant).
- Timor oriental : « fête de l'indépendance » vis-à-vis de l'Indonésie en 2002[11].

### Saints des Églises chrétiennes

#### Saints catholiques et orthodoxes du jour
Référencés ci-après in fine, :
- Æthelberht ou Ethelbert († 794), roi et martyr.
- Amalbert (VIIe siècle), fils de saint Germer et de sainte Domane, jeune guerrier ami de Dagobert Ier, mort à Beauvais.
- Anastase de Brescia (VIIe siècle), évêque.
- Astère de Cilicie († 272), martyr.
- Aure d'Ostie (IIe siècle), martyre.
- Baudille de Nîmes (IIIe siècle), martyr.
- Hilaire de Toulouse (IVe siècle), évêque.
- Lucifer de Cagliari († 370), évêque.
- Lydie de Philippes, en Macédoine (Ier siècle), originaire de Thyatire, en Mysie, dite aussi Lydie de Thyatire et Lydie de la Pourpre, négociante juive grecque en pourpre, disciple et hôtesse de l'apôtre (Saint) Paul, baptisée célébrée plutôt les 3 août par les Églises d'Orient (et les fleuristes, etc.).
- Outrille de Bourges († 624) / « Austregésile de Bourges », « Austrégisile », « Aoustrille », « Oustrille », évêque.
- Thallelaios de Cilicie (IIIe siècle), martyr.
- Théodore de Pavie († v. 744), évêque.

#### Saint ou bienheureux catholique du jour
- Archange Tadini († 1912), prêtre italien et fondateur d'une congrégation.
- Bernardin de Sienne († 1444), orateur franciscain référencé ci-après[12].
- Colombe de Rieti († 1501), bienheureuse religieuse italienne dominicaine.
- Guy de Gherardesca († 1140), ermite italien.
- Josepha Hendrina Stenmanns († 1903), bienheureuse religieuse allemande.
- María Crescencia Pérez († 1932), bienheureuse religieuse argentine.
- Protais Chong († 1839), martyr coréen.

#### Saints orthodoxes
- Dovmont († 1299), prince.
- Etienne de Moratcha († 1697), moine.
- Nicétas, Jean et Joseph (XIe siècle), originaires de Chio(s), fondateurs du monastère Nea Moni de Chios[13], aux dates éventuellement "juliennes" / orientales).

### Prénoms du jour
Bonne fête aux Bernardin, sa variante masculine Bernardino et leurs formes féminines : Bernadine, Bernardine, Bernardina.
Et aussi :
- aux Lydie, Lydia, voire leurs variantes ;
- Terezhien et ses variantes dont l'autant bretonne Tirizhian, voire Tirésias, etc.

## Traditions et superstitions

### Dictons
- « À la saint-Bernardin, compte tes barriques de vin. »[14],[15]
- « À la saint-Bernardin, plus de gelée ne craint. »[16]
- « Pluie à la saint-Bernardin, vigneron pleure ton vin. »[17]
- « S’il gèle à la saint-Bernardin, adieu le vin. »[18],[19]

### Astrologie
Signe du zodiaque : 30e et dernier jour du signe astrologique du Taureau.

## Toponymie
Les noms de plusieurs voies, places, sites ou édifices de pays ou provinces francophones contiennent cette date sous différentes graphies : voir Vingt-Mai .